# Lisa Sabino
Lisa Sabino (* 26. Juli 1986) ist eine Schweizer Tennisspielerin.

## Karriere
Lisa Sabino spielt hauptsächlich auf Turnieren des ITF Women’s Circuit, bei denen sie bereits 17 Titel im Einzel und 34 im Doppel gewinnen konnte.
Ihre bislang besten Weltranglistenpositionen erreichte sie im Dezember 2008 mit Platz 315 im Einzel und im August 2009 mit Platz 292 im Doppel.
In der deutschen Bundesliga spielte sie 2010 für den Club an der Alster und 2011 für den ETuF Essen, jeweils in der 2. Liga.

## Turniersiege

### Einzel
| Nr. | Datum             | Turnier             | Kategorie   | Belag   | Finalgegnerin            | Ergebnis      |
| --- | ----------------- | ------------------- | ----------- | ------- | ------------------------ | ------------- |
| 1.  | 6. August 2006    | Gardone Val Trompia | ITF $10.000 | Sand    | María Belén Corbalán     | 1:6, 6:1, 6:4 |
| 2.  | 25. März 2007     | Rom                 | ITF $10.000 | Sand    | Eva Fernández-Brugués    | 6:3, 6:1      |
| 3.  | 24. Juni 2007     | Annaba              | ITF $10.000 | Sand    | Nicole Rottmann          | 6:3, 6:3      |
| 4.  | 4. Mai 2008       | Brescia             | ITF $10.000 | Sand    | Patricia Mayr-Achleitner | 6:3, 6:3      |
| 5.  | 11. Mai 2008      | Vic                 | ITF $10.000 | Sand    | Hanna Orlik              | kampflos      |
| 6.  | 25. Mai 2008      | Gorizia             | ITF $10.000 | Sand    | Stefania Chieppa         | 6:1, 6:0      |
| 7.  | 25. Juli 2008     | Rabat               | ITF $10.000 | Sand    | Walerija Sawinych        | 6:1, 6:4      |
| 8.  | 5. Juli 2009      | Cremona             | ITF $10.000 | Sand    | Xenia Knoll              | 6:4, 7:63     |
| 9.  | 12. Juni 2011     | Madrid              | ITF $10.000 | Sand    | Isabella Schinikowa      | 7:5, 6:3      |
| 10. | 30. August 2014   | Caslano             | ITF $10.000 | Sand    | Georgia Brescia          | 4:6, 6:0, 7:5 |
| 11. | 14. Juni 2015     | Adana               | ITF $10.000 | Sand    | Lenka Wienerová          | 6:2, 6:1      |
| 12. | 27. Juni 2015     | Rom                 | ITF $10.000 | Sand    | Anna-Giulia Remondina    | 1:6, 6:3, 6:3 |
| 13. | 22. Mai 2016      | Hammamet            | ITF $10.000 | Sand    | Sandra Samir             | 4:6, 7:5, 6:4 |
| 14. | 23. Juli 2016     | Don Benito          | ITF $10.000 | Teppich | Maria José Luque Moreno  | 6:0, 6:3      |
| 15. | 22. Juli 2017     | Don Benito          | ITF $15.000 | Teppich | Maria José Luque Moreno  | 6:1, 6:2      |
| 16. | 26. November 2017 | Heraklion           | ITF $15.000 | Sand    | Vlada Ekshibarova        | 2:6, 6:2, 6:1 |
| 17. | 30. Juni 2018     | Tarvisio            | ITF $15.000 | Sand    | Thaisa Grana Pedretti    | 6:3, 6:3      |

### Doppel
| Nr. | Datum             | Turnier                  | Kategorie   | Belag     | Partnerin               | Finalgegnerinnen                             | Ergebnis          |
| --- | ----------------- | ------------------------ | ----------- | --------- | ----------------------- | -------------------------------------------- | ----------------- |
| 1.  | 28. April 2007    | Neapel                   | ITF $10.000 | Sand      | Benedetta Davato        | Sandhya Nagaraj Sheila Solsona-Carcasona     | 6:1, 6:3          |
| 2.  | 19. Mai 2007      | Caserta                  | ITF $10.000 | Sand      | Andrea Sieveke          | Iryna Burjatschok Varvara Timofeeva          | 7:64, 6:2         |
| 3.  | 14. Juli 2007     | Imola                    | ITF $10.000 | Teppich   | Alice Balducci          | Nicole Clerico Nadège Vergos                 | 6:1, 6:4          |
| 4.  | 9. Februar 2008   | Mallorca                 | ITF $10.000 | Sand      | Valentina Sulpizio      | Leticia Costas Maite Gabarrús-Alonso         | 6:3, 7:60         |
| 5.  | 12. April 2008    | Foggia                   | ITF $10.000 | Sand      | Benedetta Davato        | Laura-Ioana Paar Chen Yi                     | 6:3, 7:63         |
| 6.  | 3. Mai 2008       | Brescia                  | ITF $10.000 | Sand      | Elena Pioppo            | Elisa Belleri Agnese Zucchini                | 3:3 Aufgabe       |
| 7.  | 10. Mai 2008      | Vic                      | ITF $10.000 | Sand      | Benedetta Davato        | Fatima El Allami Anna Movsisyan              | 6:2, 6:2          |
| 8.  | 17. Mai 2008      | Badalona                 | ITF $10.000 | Sand      | Benedetta Davato        | Amanda Carreras Maite Gabarrús-Alonso        | 2:6, 6:2, [10:8]  |
| 9.  | 24. Mai 2008      | Görz                     | ITF $10.000 | Sand      | Darija Jurak            | Maja Kambic Anja Prislan                     | 6:0, 6:1          |
| 10. | 20. Juli 2008     | Casablanca               | ITF $10.000 | Sand      | Benedetta Davato        | Melisa Cabrera-Handt Catarina Ferreira       | 6:3, 6:4          |
| 11. | 26. Juli 2008     | Rabat                    | ITF $10.000 | Sand      | Benedetta Davato        | Walerija Sawinych Yuliana Umanets            | 6:2, 6:1          |
| 12. | 2. August 2008    | Rabat                    | ITF $10.000 | Sand      | Fatima El Allami        | Sopia Kwazabaia Awgusta Zybyschewa           | 6:0, 6:3          |
| 13. | 16. August 2008   | Pesaro                   | ITF $10.000 | Sand      | Benedetta Davato        | Stefania Chieppa Giulia Gatto-Monticone      | 6:2, 7:65         |
| 14. | 6. September 2008 | Martina Franca           | ITF $25.000 | Sand      | Elena Pioppo            | Anna Floris Valentina Sulpizio               | 3:6, 6:4, [10:7]  |
| 15. | 4. Juli 2009      | Cremona                  | ITF $10.000 | Sand      | Benedetta Davato        | Alenka Hubacek Tammi Patterson               | 7:5, 6:3          |
| 16. | 11. Juli 2009     | Imola                    | ITF $10.000 | Teppich   | Benedetta Davato        | Martina Gledacheva Anastasia Grymalska       | 4:6, 6:2, [10:6]  |
| 17. | 25. Juli 2009     | Casablanca               | ITF $10.000 | Sand      | Benedetta Davato        | Irene Santos-Bravo Sheila Solsona-Carcasona  | 6:1, 6:2          |
| 18. | 1. August 2009    | Rabat                    | ITF $10.000 | Sand      | Fatima El Allami        | Natasha Bredl Stephanie Hirsch               | 7:5, 6:1          |
| 19. | 5. Juni 2010      | Galatina                 | ITF $10.000 | Sand      | Martina Gledacheva      | Alice Balducci Francesca Palmigiano          | 6:4, 6:1          |
| 20. | 3. Juli 2010      | Cremona                  | ITF $10.000 | Sand      | Andreea-Roxana Vaideanu | Stefania Fadabini Alice Moroni               | 6:4, 7:5          |
| 21. | 21. August 2010   | Todi                     | ITF $10.000 | Sand      | Maria-Letizia Zavagli   | Alice Balducci Federica Grazioso             | 0:6, 7:64, [10:8] |
| 22. | 10. April 2011    | Pomezia                  | ITF $10.000 | Sand      | Benedetta Davato        | Claudia Giovine Valentina Sulpizio           | 65:7, 6:4, [10:8] |
| 23. | 11. Juni 2011     | Madrid                   | ITF $10.000 | Sand      | Andreea-Roxana Vaideanu | Benedetta Davato Xenia Knoll                 | 6:4, 6:1          |
| 24. | 17. Mai 2014      | Scharm asch-Schaich      | ITF $10.000 | Hartplatz | Nina Stojanović         | Lucy Brown Polina Leykina                    | 6:3, 4:6, [10:3]  |
| 25. | 27. Juni 2014     | Rom                      | ITF $10.000 | Sand      | Alice Savoretti         | Luisa Marie Huber Julia Wachaczyk            | 63:7, 7:5, [10:5] |
| 26. | 11. Oktober 2014  | Santa Margherita di Pula | ITF $10.000 | Sand      | Anne Schäfer            | Anna Klasen Charlotte Klasen                 | 6:4, 5:7, [10:6]  |
| 27. | 2. November 2014  | Santa Margherita di Pula | ITF $10.000 | Sand      | Georgia Brescia         | Camille Cheli Marcella Cucca                 | 6:4, 6:3          |
| 28. | 27. März 2015     | Solarino                 | ITF $10.000 | Hartplatz | Francesca Palmigiano    | Anna Bondár Olga Doroschina                  | 6:3, 4:6, [10:3]  |
| 29. | 16. Juli 2016     | Imola                    | ITF $25.000 | Teppich   | Eleni Daniilidou        | Martina Di Giuseppe Maria Masini             | 4:6, 6:2, [10:4]  |
| 30. | 30. Juni 2017     | Tarvis                   | ITF $15.000 | Sand      | Federica Di Sarra       | Carla Lucero Szabina Szlavikovics            | 6:0, 6:3          |
| 31. | 28. Juli 2017     | Schio                    | ITF $15.000 | Sand      | Federica Di Sarra       | Anastasia Grymalska Maria Masini             | 6:0, 6:1          |
| 32. | 25. August 2017   | Caslano                  | ITF $15.000 | Sand      | Susan Bandecchi         | Chiara Giaquinta Maria Aurelia Scotti        | 6:1, 6:2          |
| 33. | 7. Oktober 2017   | Telde                    | ITF $15.000 | Sand      | Chayenne Ewijk          | Anastasia Iamachkine Ana Lantigua de la Nuez | 6:1, 6:1          |
| 34. | 22. Juni 2019     | Klosters                 | ITF $25.000 | Sand      | Gaia Sanesi             | Leonie Küng Isabella Schinikowa              | 3:6, 6:1, [10:6]  |